# ラウル・アルキンズ
ラウル・プリンス・アルキンズ（Rawle Prince Alkins, 1997年10月29日 - ）は、アメリカ合衆国ニューヨーク州ブルックリン出身のプロバスケットボール選手。B.LEAGUEの神戸ストークス所属。ポジションはスモールフォワードまたはガード。

## 高校時代
ニューヨーク州クイーンズにあるクリスト・ザ・キング・リージョナル・ハイスクールに3年間通い、同校をニューヨーク州カトリック選手権優勝に3度導いた。
高校3年生を終えた後、ノースカロライナ州ローリーにあるワード・オブ・ゴッド・クリスチャン・アカデミーに進学し、高校4年生として平均25得点、7リバウンドを記録した。
アルキンズは5つ星の評価を受け、2016年度の高校新入生の中でトップ20にランクイン。ESPNのランキングでは21位、2016年度の高校新入生の中では、ジョシュ・ジャクソン、ジェイソン・テイタム、マイルズ・ブリッジズ、ジョナサン・アイザックに次いで5位のスモールフォワードにランクされた。

## 大学時代
アリゾナ大学に進学し、1年次は1試合平均10.9得点、4.9リバウンド、2.1アシストを記録し、3ポイントシュート成功率は37%だった。2017年のNBAドラフトへの参加を表明したが、アリゾナ大学に戻ることを選択した。 2018年1月には足を骨折し、数試合欠場した。2年生になると、1試合平均13.1得点、4.8リバウンド、2.5アシストを記録した。2018年3月27日、アルキンズは2018年のNBAドラフトへの参加を表明し、エージェントを雇って大学での残り2年間の出場資格を放棄した。

## プロキャリア

### シカゴ・ブルズ
2018年のNBAドラフトでは指名されなかったが、トロント・ラプターズのサマーリーグチームと契約した。
サマーリーグ終了後の7月25日に、シカゴ・ブルズとツーウェイ契約を締結。この契約により、シカゴ・ブルズと傘下Gリーグのウィンディシティ・ブルズでプレーすることになった。2018年12月17日にNBAデビューを果たし、オクラホマシティ・サンダーに121-96で敗れた試合で3分間プレーし、1リバウンド、2アシストを記録した。ブルズでは10回のNBA出場を果たし、平均3.7得点、2.6リバウンド、1.3アシストを記録した。
また、ウィンディシティ・ブルズでGリーグに44試合出場し、主にベンチからの出場ながら、平均11.3得点、5.5リバウンド、2.9アシストを記録。しかし、シーズン終了後に解雇された。
2019年のNBAサマーリーグでヒューストン・ロケッツに所属していた。

### FCポルト
2020年2月26日、リーガ・ポルトゲーザ・デ・バスケテボル (LPB) のFCポルト・バスケットボールと契約した。シーズン中断のため2試合のみの出場となり、平均16得点、3リバウンド、2.5アシスト、1スティールを記録した。
2020年12月4日、NBAのニューオーリンズ・ペリカンズと契約した。トレーニングキャンプ終了時に解雇され、エリー・ベイホークスと契約。しかし、2021年1月26日に出場することなく解雇された。

### ラプターズ・905
2021年3月3日、トロント・ラプターズ傘下のラプターズ・905と契約した。905での3試合で、アルキンスは平均2.7得点、0.3リバウンド、0.3スティールを記録した。

### ギーセン46ers
2021年9月3日、バスケットボール・ブンデスリーガ (BBL) のギーセン・フォーティシクサーズと契約した。2試合で1試合平均15得点、3リバウンド、1スティール、1ブロックを記録した。

### MHP リーゼン ルートヴィヒスブルク
2021年10月7日、BBLのリーゼン・ルートヴィヒスブルクと契約した。平均8.9得点、2.3リバウンドを記録した。

### ソルトレイクシティ・スターズ
2022年10月23日、ソルトレイクシティスターズのトレーニングキャンプメンバーに加わった。

### アイロニ・ネスジオナ
2023年11月、イスラエル・バスケットボール・プレミアリーグのイロニ・ネスジオナBCと契約した。

### 神戸ストークス
2025年7月22日、ジャパン・プロフェッショナル・バスケットボールリーグ (B.LEAGUE) の神戸ストークスと契約した。

## 個人成績

### NBA

#### レギュラーシーズン
| シーズン | チーム | GP | GS | MPG  | FG%  | 3P%  | FT%  | RPG | APG | SPG | BPG | PPG |
| -------- | ------ | -- | -- | ---- | ---- | ---- | ---- | --- | --- | --- | --- | --- |
| 2018–19  | CHI    | 10 | 1  | 12.0 | .333 | .250 | .667 | 2.6 | 1.3 | .1  | .0  | 3.7 |
| Career   | Career | 10 | 1  | 12.0 | .333 | .250 | .667 | 2.6 | 1.3 | .1  | .0  | 3.7 |

### カレッジ
| シーズン | チーム  | GP | GS | MPG  | FG%  | 3P%  | FT%  | RPG | APG | SPG | BPG | PPG  |
| -------- | ------- | -- | -- | ---- | ---- | ---- | ---- | --- | --- | --- | --- | ---- |
| 2016–17  | Arizona | 37 | 36 | 28.0 | .463 | .370 | .733 | 4.9 | 2.1 | .9  | .5  | 10.9 |
| 2017–18  | Arizona | 23 | 21 | 31.4 | .432 | .359 | .724 | 4.8 | 2.5 | 1.3 | .7  | 13.1 |
| Career   | Career  | 60 | 57 | 29.3 | .450 | .365 | .729 | 4.9 | 2.2 | 1.0 | .6  | 11.8 |